# 細谷真大
細谷真大（日语：／ Hosoya Mao，2001年9月7日—），日本足球運動員，司職前鋒，現效力日職球隊柏雷素爾。

## 球會生涯
出身於柏雷素爾青訓學院。在2019年3月效力柏雷素爾U-18時成為一隊的2種登錄選手，同月30日，在日乙聯賽第6輪對東京綠茵的比賽中替補上場。2019年7月3日在天皇杯對岩手盛岡仙鶴中首次一隊進球。
2020年正式昇格至一隊。8月12日、日本聯賽盃第3輪對大分三神交出1入球1助攻。2021年7月3日、第21輪對橫濱水手打進日職聯的首球。

## 國家隊生涯
2022年7月13日，於2022年東亞足球錦標賽首次受日本隊徵召。